# Michael Krücker

Michael van Krücker (2003)

Michael Ulrich van Krücker (* 1961) ist ein deutscher Pianist, Komponist und Herausgeber von Musikwerken.

## Leben
Michael van Krücker studierte Klavier an den Musikhochschulen von Rotterdam und Düsseldorf und besuchte Meisterklassen bei den Pianisten Bruno Canino (Kammermusik), Irina Zaritskaya, György Sándor, Tamás Vásáry und Daniel Wayenberg.
Er spielte auf verschiedenen Musikfestivals in Deutschland (unter anderen dem Schleswig-Holstein Musik Festival) und anderen europäischen Ländern. Darunter waren Auftritte in den Niederlanden (Julius Röntgen Festival Den Haag), Frankreich (Festival de la Roque d’Anthéron), Italien (Pomeriggi Musicali in Mailand) und Belgien (Concertenfestival Knokke-Heist). Bei seinen Konzerten und Aufnahmen spielt Krücker solistisch, im Klavier-Duo oder in wechselnden Ensembles. Als Kammermusiker arbeitete er mit dem Kölner Rundfunkchor, dem Chorus Musicus Köln und der Rheinischen Kantorei zusammen und trat mit den Vokalsolisten Christiane Oelze, Barbara Schlick und Klaus Mertens auf. Krücker spielte auch mit  Symphonieorchestern wie dem Gürzenich-Orchester, dem WDR Rundfunkorchester Köln und den Bamberger Symphonikern. Darüber hinaus arbeitete er auch mit den Sprechern, Schauspielern und Autoren Konrad Beikircher, Rolf Sudbrack, Christoph Bantzer, Will Quadflieg und Jörn Pfennig zusammen. Von der Kritik wurde  sein jeu perlé, das kultivierte Klavierspiel sowie das nuancenreiche und poetische Musizieren gelobt.
Darüber hinaus wirkte Michael van Krücker bei Rundfunk- und Fernsehaufzeichnungen mit und hat mehrere CDs  eingespielt. Er hat sich dabei vor allem darauf konzentriert, in Vergessenheit geratenes Repertoire aus der klassisch-romantischen Ära einem breiteren Publikum wieder zugänglich zu machen. Sein besonderes Interesse gilt historischen Tasteninstrumenten. Ein weiteres Tätigkeitsfeld ist das Herausgeben von Klavierwerken. Für den Friedrich Hofmeister Musikverlag (Leipzig) ediert er eine Reihe solcher Musikwerke.
Michael van Krücker ist Synästhetiker und erlebt Musik als eine Verbindung von Klängen mit Farben.

## Diskographie

### Soloaufnahmen
- Da Capo !: Favourite Piano Encores; Arte Nova / BMG: (CD 74321 39113 2)
- Nocturnes: NM Classics: (CD 98011)
- Romantische Klaviermusik: Ignaz Moscheles (Erard 1844) NCA: (CD 9709829-215)
- Romantische Klaviermusik: Friedrich Kalkbrenner (Pleyel 1836) NCA: (CD 60109-215)
- Romantische Klaviermusik: Alexander Dreyschock (Herz 1866) NCA: (CD 60132-215)
- Michael van Krücker spielt / plays Scott Joplin Young classic edition / Edition Peters: (EP 8939)
- Sämtliche Werke für Klavier solo: Friedrich Nietzsche NCA: (SACD 60189)

### Kammermusikaufnahmen
- The Romantic Piano: Mendelssohn – Moszkowski – Moscheles Koch Schwann: (CD 3 1580 2 H1)
- Dances for four hands: Moritz Moszkowski Koch Schwann: (CD 3 1239 2 H1)
- Concertos for one piano four hands and orchestra Vol.1: L. Kozeluh / F.J. Fröhlich Koch Schwann: CD 3 6504 2 H1 (Kölner Rundfunkorchester. Co-Produktion WDR)
- Concertos for one piano four hands and orchestra Vol.2: L. Abeille / C. Czerny Koch Schwann: CD 3 6450 2 (Kölner Rundfunkorchester. Co-Produktion WDR)
- Concertos for one piano four hands and orchestra Vol.3: M.Arnold u. a. Koch Schwann: CD 3 6556 2 (Bamberger Symphoniker. Co-Produktion Bayerischer Rundfunk)
- Works for Piano Duet: Julius Röntgen (CD 3 1841 2) Koch Schwann: (Co-Produktion Bayerischer Rundfunk)
- Romantic Piano Music: Philipp & Xaver Scharwenka  Koch Schwann: (CD 3 1575 2) (Co-Produktion DeutschlandRadio Berlin)
- Klaviermusik zu vier Händen : Edvard Grieg Berlin Classics: (CD 220 82 08)
- Romantische Quartette & Gedichte: R. Schumann – H. Hofmann – J. Brahms Berlin Classics: (CD 0017382) (u. a. mit Will Quadflieg, Christiane Oelze u. a. Co-Produktion DeutschlandRadio Köln)
- Music for four handed piano: Antonin Dvorak Berlin Classics: (CD 0012532 BC)
- Piano Music for Four hands: Franz Schubert Arte Nova (CD 74321 43326 2)

## Editionen als Herausgeber
- Wolfgang Amadeus Mozart: Die Entführung aus dem Serail (Ouvertüre), bearbeitet für Klavier von Michael van Krücker, Friedrich Hofmeister Musikverlag, Leipzig, FH 2826
- Wolfgang Amadeus Mozart: Die Hochzeit des Figaro (Ouvertüre), bearbeitet für Klavier von Michael van Krücker, Friedrich Hofmeister Musikverlag, Leipzig, FH 2871
- Julius Röntgen: Ballade für Klavier, herausgegeben von Michael van Krücker, Friedrich Hofmeister Musikverlag, Leipzig, FH 2890
- Julius Röntgen: Passacaglia und Fuge für Klavier, herausgegeben von Michael van Krücker, Friedrich Hofmeister Musikverlag, Leipzig, FH 3247
- Jan Brandts Buys: Impromptu für Klavier, herausgegeben von Michael van Krücker (Erstdruck), Friedrich Hofmeister Musikverlag, Leipzig, FH 3214
- Friedrich Nietzsche: Sturmmarsch für Klavier, herausgegeben von Michael van Krücker, Friedrich Hofmeister Musikverlag, Leipzig, FH 3319

## Kompositionen
- Memories, für Klavier solo, Friedrich Hofmeister Musikverlag Leipzig, FH 3289